# QF 4,7-inch-Schiffsgeschütz Mk I–IV
Das QF 4,7 inch (120 mm) war ein britisches Schiffsgeschütz, das auch als Feldkanone bei der Armee und zur Küstenverteidigung eingesetzt wurde. Die Kaliberlänge beträgt 40 (4,8 m). Das angegebene Kaliber von 4,7 Zoll entspricht 119,4 mm, wie bei allen britischen Geschützen dieses Kalibers beträgt der genaue Wert 4,724 Zoll (120 mm). Treibladung und Geschoss wurden getrennt geladen.
Das Geschütz wurde als Nachfolger und Ersatz für das ältere BL 5-inch-Schiffsgeschütz entwickelt. Es war für die modernen rauchschwachen Treibladungen wie Kordit optimiert und konnte wesentlich schneller geladen und abgefeuert werden als das BL 5-inch Geschütz, wobei das Geschoss nur unwesentlich leichter war.

## Entwicklung
Die Geschütze wurden Ende des 19. Jahrhunderts von der Elswick Ordnance Company, einem Unternehmen von Armstrong-Whitworth, entwickelt und gebaut und werden deshalb manchmal auch als 4.7″/40 (12 cm) Elswick bezeichnet. Insgesamt wurden 1167 Geschütze der verschiedenen Baumuster hergestellt.

## Verwendung

### Marineeinsatz

#### Royal Navy
Die Geschütze dieses Typs wurden auf den zeitgenössischen Einheitslinienschiffen und Kreuzern der Royal Navy verwendet. 776 Geschütze wurden direkt an die Marine ausgeliefert, 110 weitere wurden aus Armeebeständen zugeliefert.
Von den Minenlegern der Latona-Klasse wurden diese Geschütze demontiert und umgerüstet, um Flugabwehrgeschütze zur Verteidigung von London zu erhalten.
Bei Ausbruch des Ersten Weltkriegs waren die Kanonen für den Einsatz auf Kriegsschiffen überflüssig, aber viele wurden auf Handelsschiffen und Truppentransportern als Bewaffnung zur Verteidigung gegen U-Boote und Handelsstörer montiert.

#### Japan
Das japanische Type 41 4.7-inch/40 (12 cm)-Marinegeschütz war eine unter Lizenz produzierte Kopie des Elswick Mark IV. Anfänglich wurde eine Anzahl Geschütze direkt von der Elswick Ordnance Company geliefert. Nach der Jahrhundertwende lief die Lizenzproduktion in Japan unter der Bezeichnung Mark IVJ. Am 25. Dezember 1908 wurden diese Geschütze in Type 41 umbenannt nach dem 41. Herrschaftsjahr des japanischen Kaisers Meiji. Eine weitere Umbenennung folgte am 5. Oktober 1917 als Teil der Standardisierung der Kaiserlich Japanischen Marine in das metrische System. Obwohl ab diesem Zeitpunkt als 12 cm-Geschütz klassifiziert, blieb der Laufdurchmesser unverändert bei 4,724 Zoll.
Während des Ersten Weltkriegs überstellte die japanische Marine 24 der direkt von Elswick gelieferten Geschütze und 13 Mark IVJ aus japanischer Produktion als Teil ihrer Militärhilfe für die Alliierten im Zuge der Anglo-Japanischen Allianz an Großbritannien.  Im Jahre 1940 wurden einige dieser Geschütze in britischen Küstenbatterien, zum Beispiel auf Mersea Island in Essex, in Stellung gebracht.

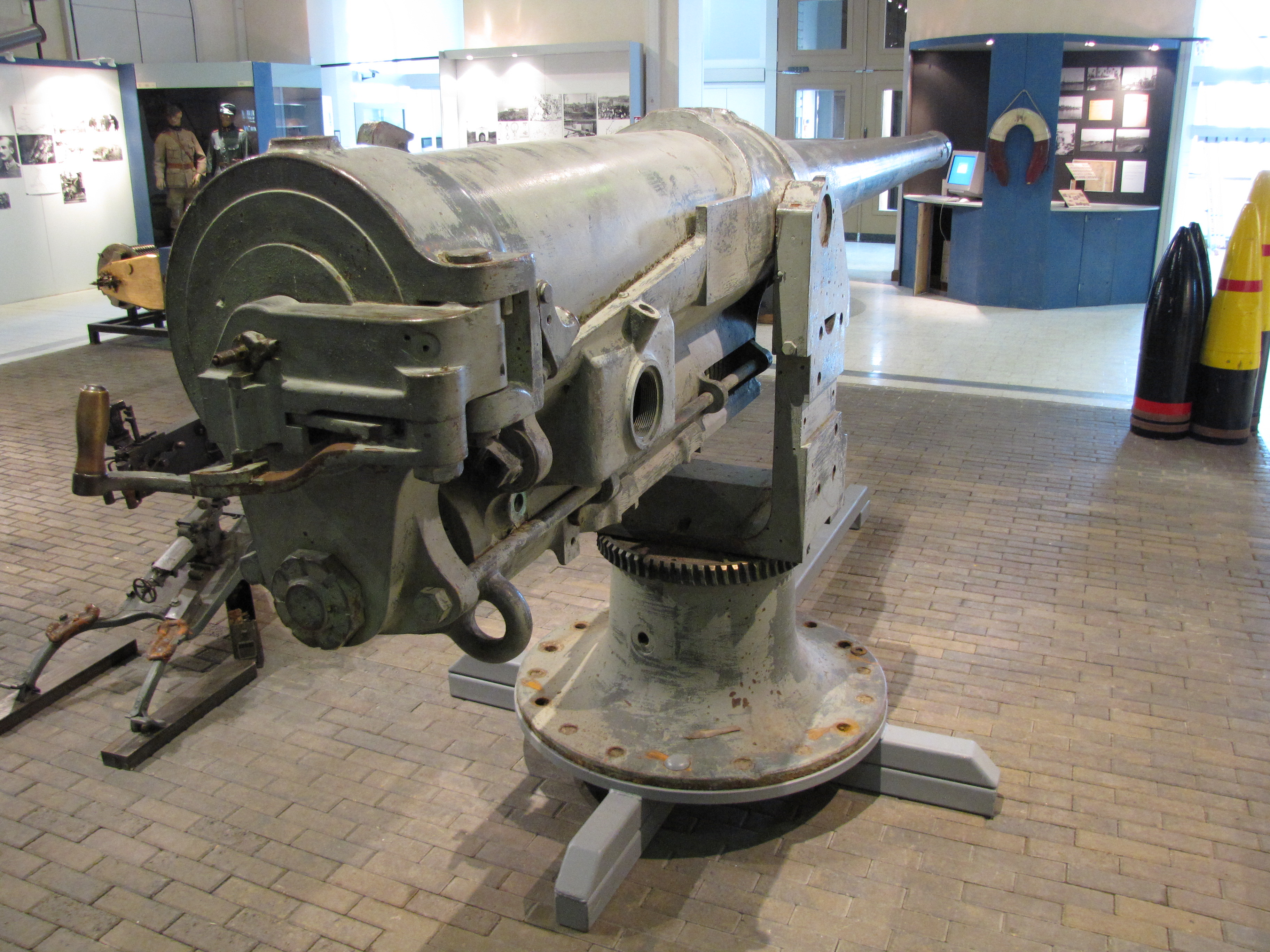
QF 4,7-inch Mk IV japanischer Bauart

Das Geschütz bildete die Sekundär- und Tertiärbewaffnung der meisten zwischen 1900 und 1920 gebauten japanischen Kreuzer und diente als Hauptbewaffnung einer Anzahl von Zerstörern einschließlich der Umikaze-Klasse. Die letzten Exemplare wurden noch im Pazifikkrieg eingesetzt.

#### Italien
Der italienische Ansaldo-Konzern erwarb vor dem Ersten Weltkrieg eine Anzahl dieser Geschütze als Sekundärbewaffnung für die geschützten Kreuzer, die er um das Jahr 1900 herum baute. In der Folgezeit wurde das Geschütz unter der Bezeichnung Cannone 120/40 auch von der italienischen Armee genutzt. Während des Zweiten Weltkriegs benutzte die Regia Marina einige auf ihren Großkampfschiffen zur Gefechtsfeldbeleuchtung.

### Einsatz als Feldgeschütz

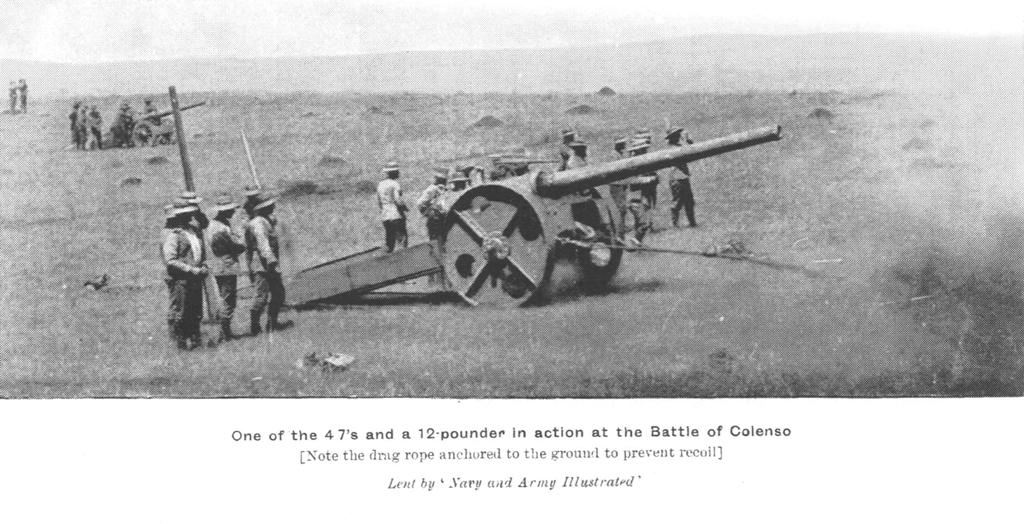
QF 4.7 inch in der Schlacht von Colenso

Geschütze dieses Typs wurden erstmals im Zweiten Burenkrieg auf britischer Seite als improvisierte Feldgeschütze eingesetzt, wo sie wegen ihrer hohen Reichweite geschätzt wurden. Die Geschütze wurden dabei teilweise von abkommandierten Marinemannschaften bedient. Aufgrund der hier gemachten Erfahrungen wurde später das BL 60-pounder-Geschütz der Armee entwickelt. Ausgemusterte Geschütze der Marine fanden im Ersten Weltkrieg beim Heer eine neue Verwendung, unter anderem in Südwestafrika, an der Westfront und auf Gallipoli.